# 免疫調節製劑
免疫調節劑(immunomodulator)是一種具有功能(化合物、蛋白質、多醣、藥物)可專致的或非專致的增加或減少免疫反應，也是說可以是增效劑(佐劑)，或免疫增進劑或免疫抑制劑。現在發展的理想之免疫調節製劑，是一方面可抑制過敏反應或自我免疫反應，但另一方面則保留甚至增強對外來入侵物或癌細胞的抵抗作用。

## 免疫抑制劑
免疫抑制劑可用以抑制或減少免疫作用的藥物。
- 臨床上用以:
  - 減少移殖器官或組織排斥（例如心臟、腎臟、肝臟、骨髓）
  - 治療自我免疫疾病（例如類風濕性關節炎、全身性紅斑狼瘡、重肌無力症等）

這些藥物會減低免疫功能對抗侵犯的外來物（(例如微生物、細菌、病毒）感染。其他可能的副作用包括高血壓、血脂異常、高血糖、胃病、肝或腎傷害。
- 臨床上有以下藥物
  - 醣皮質類固醇 glucocorticoids
  - 抗癌藥
  - 抗體
  - 作用在親免素immunophilins的藥物
  - 其他

## 免疫增進劑
免疫增進劑是刺激或增加免疫功能的藥物
主要有兩類
1. 專致免疫劑可對特定抗原產生免疫反應，例如疫苗
2. 非專致免疫劑對任何抗原都增加免疫反應